# Ліхтарна акула Шульца
Ліхтарна акула Шульца (Etmopterus schultzi) — акула з роду Ліхтарна акула родини Ліхтарні акули. Інші назви «бахромістоплавцева ліхтарна акула» та «мексиканська ліхтарна акула».

## Опис
Загальна довжина досягає 30 см. Голова подовжена. Морда загострена. Очі відносно великі, овальні. За ними є невеликі бризкальця. На верхній щелепі зуби мають високу центральну верхівку та 3 пари бокових. На нижній щелепі зуби утворюють гостру та суцільну ріжучу крайку. У неї 5 пар коротких зябрових щілин. Тулуб стрункий. Шкіряна луска з дуже тонкою конусоподібною коронкою. Луска розміщена неправильними рядками. Під головою та над грудними плавцями луска більша за інші ділянки. Має 2 спинних плавця із шипами. Передній плавець розташовано посередині між грудними та черевними плавцями. Задній плавець у 2 рази більший за передній. Анальний плавець відсутній. Відстань від початку хвостового плавця до основи черевних плавців трохи менше за відстань від кінчика морди до першої зябрової щілини. Уздовж задньої кромки плавців присутні шкіряні вирости на кшталт «бахроми». Звідси походить інша назва цієї акули. Хвіст короткий. Хвостовий плавець довгий.
Забарвлення спини та боків світло-коричнева. Черево має сіро-чорний колір. В області черевних плавців, уздовж хвоста та хвостового плавця розташовані темні, майже чорні поздовжні плями. Ці ділянки наділені фотофторами, що світяться в темряві.

## Спосіб життя
Тримається на глибині від 220 до 915 м. Зустрічається у верхньому континентальному шельфі та біля острівних схилів. Здійснює добові міграції. Активний хижак. Живиться кальмарами, дрібною рибою, креветками, ікрою, морськими червами.
Статева зрілість у самців настає при розмірі 27 см, самиць — 28-30 см. Це яйцеживородна акула.

## Розповсюдження
Мешкає у північній частині Мексиканської затоки — у США (від Флориди до Техасу) та Мексиці (штати Тамауліпас й Веракрус)